# Myszorki na prerii
Myszorki na prerii (ang. Little Mouse on the Prairie, niem. Die Abenteuer der Wüstenmaus, 1996–1998) – amerykański serial animowany opowiadający o przygodach Spryciulki, mieszkającej na farmie.
W 2001 roku, po przejęciu przez The Walt Disney Company Fox Kids Worldwide, w tym Saban Entertainment, prawa do serialu przeszły na Disneya.

## Fabuła
Spryciulka wraz ze swymi przyjaciółmi i rodziną przeżywają wiele fascynujących, a jednocześnie zabawnych przygód. Bohaterce towarzyszą Ościk, Brydzia, Jeremi, Klapacz i Szurek. Ich przeciwnikami są Kiciuś i Rudas, którzy potrafią zepsuć nawet najlepszą zabawę i sprowadzić kłopoty.

## Spis odcinków
| N/o            | Polski tytuł                  | Angielski tytuł                 |
| -------------- | ----------------------------- | ------------------------------- |
|                |                               |                                 |
| SERIA PIERWSZA |                               |                                 |
|                |                               |                                 |
| 01             | Przygoda z parowcem           | The Whole Toot                  |
| 01             | Poszukiwacze skarbu           | Treasure Hunt                   |
|                |                               |                                 |
| 02             | Wielki festyn                 | All’s Fair                      |
| 02             | Wyprawa tratwą                | Down The Creek                  |
|                |                               |                                 |
| 03             | Okulary                       | A Pair Of Spectacles            |
| 03             | Konkurs atrakcji              | Popularity Contest              |
|                |                               |                                 |
| 04             | Fajne zajęcie                 | Get A Job                       |
| 04             | Milczenie                     | Shut My Mouth                   |
|                |                               |                                 |
| 05             | Dogonić mistrza               | Follow The Leaper               |
| 05             | Zielony kapturek              | Little Green Riding Hood        |
|                |                               |                                 |
| 06             | Sztuka latania                | Quack Up                        |
| 06             | Wiosenne porządki             | Spring Cleaning                 |
|                |                               |                                 |
| 07             | Brydzia w niebezpieczeństwie  | Blossom Cries Wolf              |
| 07             | Bałwanek Ościk                | Osgood The Snowman              |
|                |                               |                                 |
| 08             | Im więcej tym weselej         | The More The Merrier            |
| 08             | Przygrywanie na skrzypeczkach | Fiddlin’ Around                 |
|                |                               |                                 |
| 09             | Straszna ulewa                | Rain, Rain, Go Away             |
| 09             | Rośnie jak głupia             | Growing Like Crazy              |
|                |                               |                                 |
| 10             | Przyjaciel Kiełek             | Fangs A Lot                     |
| 10             | Pomocnik Rudas                | Handyman Call                   |
|                |                               |                                 |
| 11             | Prawdziwy nietoperz           | Going Bats                      |
| 11             | Ościk i wielka fasola         | Osgood & The Beanstalk          |
|                |                               |                                 |
| 12             | Artysta Kiciuś                | Junkyard Genius                 |
| 12             | Noc strachów                  | Fright Night                    |
|                |                               |                                 |
| 13             | Czyje to orzechy?             | Nuts To You                     |
| 13             | Najwspanialszy prezent        | The Best Gift Of All            |
|                |                               |                                 |
| 14             | Przyjęcie niespodzianka       | Surprised Party                 |
| 14             | Łapać złodzieja               | To Catch A Thief                |
|                |                               |                                 |
| 15             | Na spotkanie przygody         | A Camping We Will Go            |
| 15             | Jak zostać damą?              | Lady For A Day                  |
|                |                               |                                 |
| 16             | Strój zobowiązuje             | Clothes Call                    |
| 16             | Zapominalski                  | Forget Me Not                   |
|                |                               |                                 |
| 17             | Duch Zielonego Potoku         | The Creature Of Crawdaddy Creek |
| 17             | Mali pomocnicy                | Pa’s Little Helpers             |
|                |                               |                                 |
| 18             | Podejrzana sprawka            | A Fishy Story                   |
| 18             | Tchórzliwe kociska            | Scaredy Cat                     |
|                |                               |                                 |
| 19             | Latawce                       | Up, Up And Away                 |
| 19             | Dzień zielonego groszku       | Peas And Thank You              |
|                |                               |                                 |
| 20             | Przygoda Bączka               | Bitty’s Big Adventure           |
| 20             | List do przyjaciela           | Dear Patches                    |
|                |                               |                                 |
| 21             | Pojedynek na rzodkiewki       | Radish Rivals                   |
| 21             | Kości niezgody                | No Bones About It               |
|                |                               |                                 |
| 22             | Cyrkowcy                      | Barnyard Circus                 |
| 22             | Czarodziejska lampa           | B.C. And Magic Lamp             |
|                |                               |                                 |
| 23             | Porwani przez teatr           | Stage Struck                    |
| 23             | Lemoniadowa wojna             | Lemonade Wars                   |
|                |                               |                                 |
| 24             | Polowanie                     | Call Of The Wild                |
| 24             | Wielkie gotowanie             | Squeaky Corners Cookoff         |
|                |                               |                                 |
| 25             | Mocne uderzenie               | Batter Up                       |
| 25             | Spadająca gwiazda             | Rock Star                       |
|                |                               |                                 |
| 26             | Wdzięczność                   | Thanks For Giving               |
| 26             | Znowu w domu                  | Home Again                      |
|                |                               |                                 |